# Журавичский район
Журавичский район (бел. Журавіцкі раён) — административно-территориальная единица в составе Белорусской ССР, существовавшая в 1924—1931 и 1935—1956 годах. Центр — местечко Журавичи (в 1935 году центром была деревня Довск).

## История
Журавичский район был образован в 1924 году в составе Могилёвского округа. По данным 1926 года имел площадь 885 км², население — 36,6 тыс. чел. В 1930 году, когда была упразднена окружная система, Журавичский район перешёл в прямое подчинение БССР. В июле 1931 года район был упразднён.
В феврале 1935 года район был восстановлен в прямом подчинении БССР под названием Довский район (бел. Доўскі раён). В апреле того же года переименован в Журавичский район. В январе 1938 года с введением областного деления включён в состав Гомельской области.
По данным на 1 января 1947 года район имел площадь 0,9 тыс. км². В его состав входили 13 сельсоветов: Баханский, Болотнянский, Великозимницкий (центр — д. Большая Зимница), Довский, Журавичский, Звонецкий, Исканский (центр — д. Поляниновичи), Курганский (центр — д. Рысков), Обидовичский, Ректенский, Сверженский, Селец-Холопеевский, Хатовнянский.
В декабре 1956 года район был упразднён, а его территория разделена между Быховским и Рогачёвским районами.

## Население
По переписи 1939 года, в районе насчитывалось 42 298 жителей: 39 650 белорусов (93,7 %), 1082 еврея (2,6 %), 952 русских (2,3 %), 381 украинец и 233 представителя других национальностей.